# Октет (Мендельсон)
Октет ми-бемоль мажор, опус 20 ― произведение Феликса Мендельсона, завершённое 15 октября 1825 года, когда композитору было 16 лет. Работа написана для четырёх скрипок, двух альтов и двух виолончелей. Музыкальный критик Конрад Уилсон так отзывается о сочинении: «Юношеский задор, блеск и совершенство делают его [«Октет»] одним из чудес музыки девятнадцатого века». Это была первая работа Мендельсона, получившая хорошие отзывы критиков.

## История создания
Мендельсон, написав октет, подарил его партитуру своему другу и учителю игры на скрипке Эдуарду Рицу в качестве подарка на день рождения. Риц скопировал некоторые части партитуры, чтобы позже представить их публике. Струнный октет в то время был довольно новым жанром камерной музыки, наиболее широко известным жанром с XVIII века оставался струнный квартет. В партитуре произведения Мендельсон написал, что его пьеса «должна играться в стиле симфонии».

## Структура
Октет состоит из четырех частей:
1. Allegro moderato ma con fuoco (ми-бемоль мажор)
2. Andante (до минор)
3. Scherzo: Allegro Leggerissimo (соль минор)
4. Presto (ми-бемоль мажор)

Типичное исполнение произведения длится около 30 минут, причём первая часть занимает примерно половину всего времени.